# Arnafjord
Arnafjord (eller Nese) är en kyrkby i Viks kommun i Vestland fylke i västra Norge. Byn ligger vid änden av fylkesväg 5600, på den västra sidan av Arnafjorden, en sydlig arm av Sognefjorden. Här finns Arnafjords kyrka.

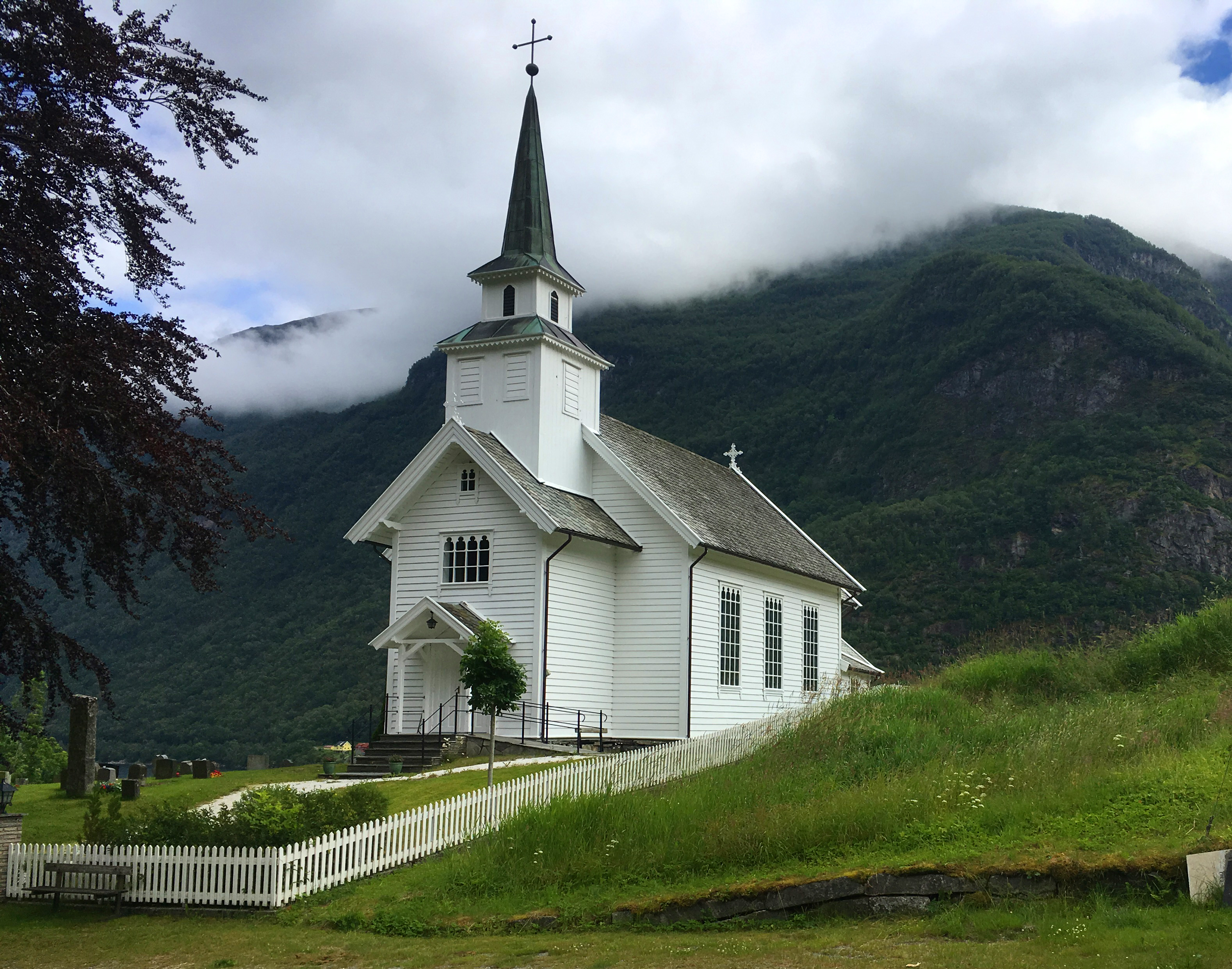
Arnafjords kyrka.